# Maria Jaén
Maria José Jaén Calero (Utrera, Sevilla, 29 de maig del 1962) és escriptora i guionista de televisió.
Llicenciada en Filologia Catalana per la Universitat Autònoma de Barcelona. Ha conreat la novel·la i el relat. Es va donar a conèixer el 1986 amb la novel·la Amorrada al piló, que va ser adaptada al cinema aquell mateix any per Antoni Verdaguer amb el títol de L'escot.
Actualment viu a Barcelona, és col·laboradora del diari El País i guionista de televisió. Ha col·laborat en sèries de Televisió de Catalunya com Sitges o El cor de la ciutat.

## Obra
- Estimat Pablo. Rosa dels vents, 2021
- La princesa valenta, i altres contes de sentiments. RBA Libros, 2009
- La pinça birmana.[3] La Magrana. RBA Libros, 2009. ISBN 9788498674132
- La promesa. Edicions 62, 1999
- La dona discreta. Edicions 62, 1998
- Dones enamorades. Edicions 62, 1998
- La teva noia. Columna, 1992
- Sauna. Columna, 1987[4]
- Amorrada al piló. Columna, 1986